# Tribolumineszenz
Der Begriff Tribolumineszenz (von griechisch τριβείν tribein ‚reiben‘ und lateinisch lumen ‚Licht‘) wurde 1895 von Wiedemann und Schmidt für das Auftreten einer „kalten Lichtemission“ bei starker mechanischer Beanspruchung (z. B. Reiben, Zerbrechen, Pressen) von Festkörpern geprägt. Heute fasst man den Begriff etwas weiter und zählt zum Beispiel auch die Lumineszenz, die beim schnellen Abrollen von Klebeband auftritt, zu dieser Kategorie.

## Beschreibung und Geschichte
Reibt man in einem völlig dunklen Raum, mit gut an das Dunkle angepassten Augen, zwei Stücke Würfelzucker aneinander, so kann man ein schwaches bläuliches Licht erkennen. Diese Beobachtung geht noch auf Francis Bacon zurück und ist die ursprüngliche Form der Tribolumineszenz: Licht, welches beim Zerbrechen von Kristallen entsteht.
Intensiv erforscht wurde diese Erscheinung allerdings erst zu Beginn des 20. Jahrhunderts. Um 1900 untersuchte Tschugajew 510 anorganische und organische Kristalle auf etwaiges Tribolumineszenzvermögen und fand, dass 127 davon eine Tribolumineszenz zeigten. Vier Jahre später fand Max Trautz in einer Monumentalstudie heraus, dass von 827 untersuchten kristallinen Substanzen 283 Verbindungen Tribolumineszenz aufwiesen.
Unter der großen Zahl tribolumineszenzfähiger Stoffe war aber nur bei wenigen die Lichtemission so hell, dass man eine Farbe erkennen konnte. Zusätzlich zeigte sich sehr schnell, dass die Lichtemission oft nicht von den Stoffen selbst, sondern von der Methode der Kristallisation abhängig ist. Selbst Kristalle einer Kristallisationscharge verhielten sich unterschiedlich. Außerdem fand man heraus, dass oft schon die Spannungen, die bei der Kristallisation innerhalb eines Kristalls oder beim Schockfrosten auftreten, ausreichen, um Tribolumineszenz auszulösen.
Die Leuchterscheinung ist auch unter Wasser sichtbar.

## Wissenschaftlicher Hintergrund
Tribolumineszenz ist kein einheitliches Phänomen, sondern kann auf unterschiedliche Weise ausgelöst werden. Deshalb verwenden Thiessen und Meyer den Begriff der „triboinduzierten Strahlung“, der auch Temperaturstrahlung umfasst. Es werden sieben verschiedene Anregungsmechanismen unterschieden:
1. Deformationslumineszenz
2. Triboinduzierte Gasentladungslumineszenz
3. Triboinduzierte Elektrolumineszenz
4. Triboinduzierte Photolumineszenz
5. Triboinduzierte Resonanzstrahlung
6. Triboinduzierte Thermolumineszenz
7. Lichtemission bei Phasenübergängen

Ohne eingehende Untersuchung ist es praktisch nicht möglich, nur vom äußeren Erscheinungsbild auf den jeweiligen Anregungsmechanismus zu schließen.
Ein bei vielen Materialien nachgewiesener Wirkmechanismus ist die Anregung von Stickstoffmolekülen durch elektrische Entladungen. Diese entstehen praktisch immer, wenn schnell Ladungen getrennt werden und es einen Überschlagsblitz gibt. Dies konnte durch spektroskopische Untersuchungen nachgewiesen werden. Außerdem konnten mit Hilfe eines Mikroskops die Funkenbahnen auf der Kristalloberfläche als dünne, krumme Linien beobachtet werden. In einigen Fällen entspricht das Spektrum der Tribolumineszenz aber dem der Fluoreszenz, das heißt, mechanische Energie bewirkt hier einen direkten Übergang von Elektronen in den angeregten Zustand. Es ist dabei nicht notwendig, den Kristall zu zerstören, allein die Einwirkung mechanischer Energie reicht dafür aus. Im Prinzip ist so die Herstellung eines triboinduzierten Lichtgenerators möglich.

## Tribolumineszenz heute
Tribolumineszenz wird heute kaum noch wissenschaftlich bearbeitet. Neuere Arbeiten zeigen, dass beim Abrollen von Klebebändern nicht nur Tribolumineszenz ausgelöst, sondern sogar Röntgenstrahlung emittiert wird. Das Gleiche gilt auch für das Öffnen von selbstklebenden Briefumschlägen. In der Technik werden tribolumineszente Materialien, vor allem dotierte Zinksulfide, angewandt, um innerhalb von Turbinen oder Schlagmühlen einen Überblick über die mechanische Belastung und die Stoffströme zu bekommen. In der Materialwissenschaft werden tribolumineszente Substanzen als funktionelle Füllstoffe eingesetzt. Über das bei mechanischer Belastung entstehende Licht kann man auch hier Aussagen zu Belastungsspitzen, Mikrorissen und etwaigen inneren Schäden machen.

## Experimentelles

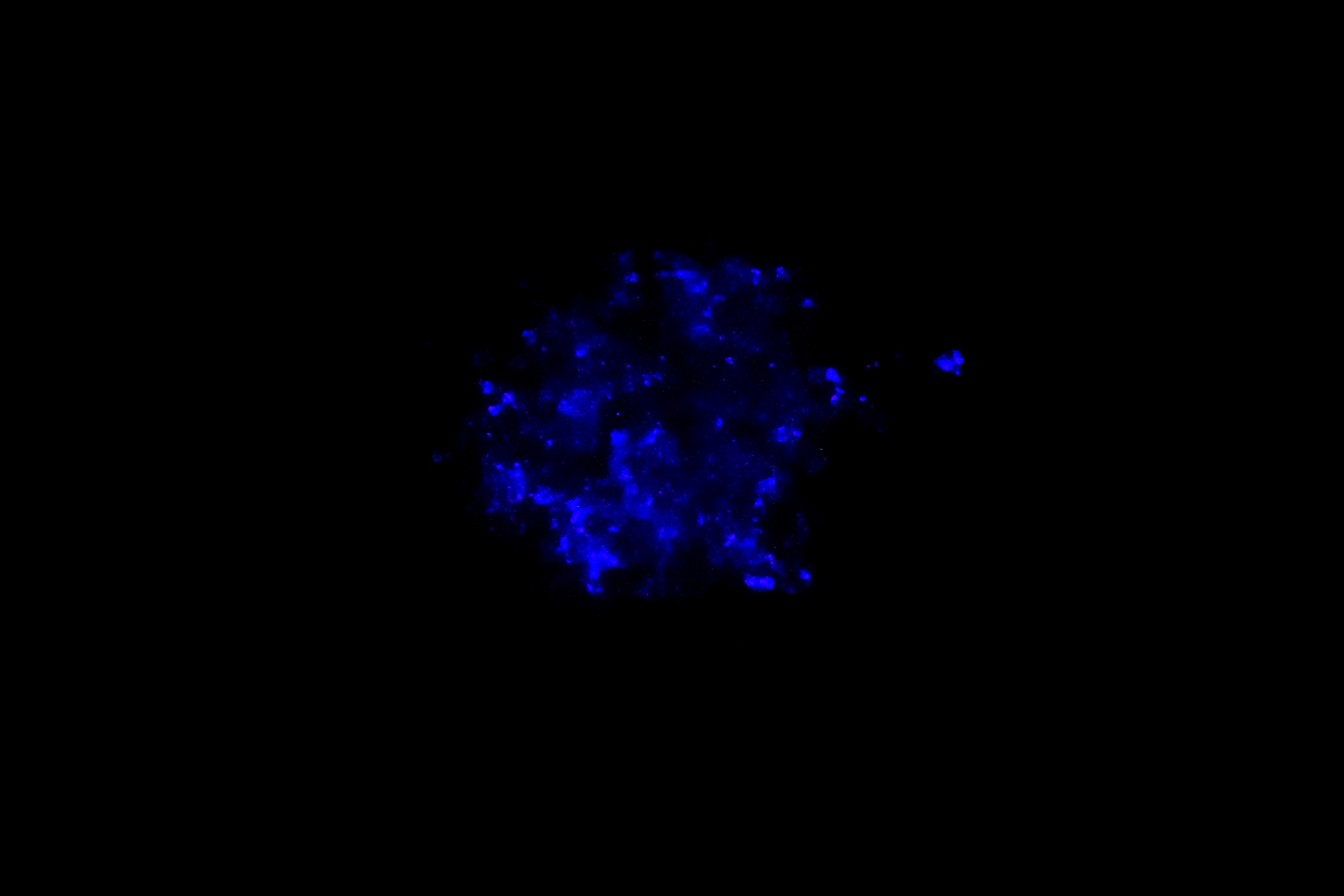
Tribolumineszenz von L-Nicotinsalicylat

Tribolumineszenz lässt sich mit einfachen Mitteln experimentell nachweisen: Man braucht dafür nur einen dunklen Raum, kristalline Stoffe und etwas zum Zerreiben, Zerquetschen oder Zermahlen. H. Brandl hat eine Auswahl leicht zugänglicher Stoffe zusammengestellt und beschrieben. Im einfachsten Falle kann man Tribolumineszenz beobachten, wenn man ein Stück Würfelzucker im Dunkeln zerschlägt, mit einer Zange zerdrückt oder zwei Stück aneinander reibt. Diese schwache Tribolumineszenz lässt sich durch Zugabe von einer geringen Menge Salicylsäuremethylester deutlich verstärken. Einige der bisher bekannten Verbindungen leuchten so hell, dass man das Tribolumineszenzlicht schon bei Tageslicht sehen kann. Dabei handelt es sich um die organische Verbindung Anthracen-9-carbonsäurementhylester (blaue Tribolumineszenz, nur mit einem (−)-Methylrest, da eine Tribolumineszenz bei racemischen Verbindungen bisher noch nicht beobachtet wurde und wahrscheinlich nicht existiert) und um Triethylammoniumtetrakis(dibenzoylmethanato)europat(III) (rote Tribolumineszenz). Darüber hinaus ist die Tribolumineszenz weiterer Seltenerd-Komplexe (mit β-Diketonen-Liganden), wie zum Beispiel dem Tris(dipivaloylmethanato)terbium(III)-p-dimethylaminopyridin (grüne Tribolumineszenz) auch bei Tageslicht sichtbar.
Wetzt man insbesondere Bergkristall- oder Flintstücke (beides SiO2) aneinander, so kann man für kurze Zeit einen brenzligen Geruch, nach versengtem Horn wahrnehmen. Dieser Geruch rührt von der Versengung dem Quarz anhaftender Hornhautschüppchen her, da besonders Flint Kriställchen in derselben Größenordnung (1–10 µm) besitzt und die Hornhautschüppchen deshalb besonders gut an der Oberfläche haften bleiben.
Weitere tribolumineszierende Stoffe sind z. B.:
- Zinksulfid
- Fluorit (Flussspat)
- Willemit
- Uranylnitrat
- L-Nicotinsalicylat (nur bei einer von drei möglichen Kristallstrukturen zu beobachten)
- Klebeband inklusive der Klebestreifen an Briefumschlägen